# Lihyaniti
I Lihyaniti furono una popolazione araba, età preislamica nella regione araba del Ḥijāz.
Non è improbabile che siano i Laianites di cui parlano sia Agatarchide di Cnido, sia Diodoro Siculo come, forse, i Lechieni di cui fa menzione Plinio il Vecchio nella opera Naturalis Historia, i Lihyaniti facevano prevalentemente capo alle regioni settentrionali del Ḥijāz, nell'area al-Khurayba-Dedān-al-ʿUlā, abbastanza prossima a quella di Madāʾin Ṣāliḥ/al-Ḥijr, da cui muovevano le carovane che, partite dal sud, si recavano poi verso la palestinese Ghaza.
Al pari dei Thamudeni che, come loro, gravitavano sul Ḥijāz, il modo di produzione dei Lihyaniti era quello tipico dei sedentari, anche se era praticato l'allevamento di piccola transumanza stagionale degli ovini e dei dromedari, fonte privilegiata delle proteine di cui i Lihyaniti avevano bisogno, integrate dall'apporto degli zuccheri forniti essenzialmente dai datteri e dal miele selvatico, e infine dai carboidrati, forniti essenzialmente dall'orzo macinato e mescolato con burro, formante il cosiddetto sawīq.
Il culto dei Lihyaniti coinvolgeva la divinità di Dhū Ghāba, il Signore di Ghāba, ossia in arabo, del "bosco", ma il culto era reso anche alla divinità panaraba di al-Lāt, a Manāt, ad al-ʿUzzā, a Han-Aktab, a Ha-Kutbay e ad ʿAws, nonché varie altre divinità originarie della Palmirene e addirittura del pantheon assiro, o della cultura nabatea.
Nell'area della ghāba di Yathrib, ad al-Khurayba, i due archeologi francesi Jaussen e Savignac, scoprirono nel primo quarto del XX secolo un bacino ( ghabghab ) destinato a raccogliere il sangue delle vittime sacrificali, fra cui, forse, quello di esseri umani.
L'organizzazione monarchica della loro società è dimostrata da 6 nomi di sovrani che avrebbero esercitato un potere di cui è al momento impossibile definire i limiti ma, a livello epigrafico non mancano invece testimonianze precise sulla loro capacità di agricoltori, nonché di costruttori di residenze fisse - abitazioni e santuari - oltre che di creatori di statue: tipiche manifestazioni tutte di un livello compiuto di stabile sedentarizzazione.